# Eusébio de Dorileia
Eusébio de Dorileia foi um bispo do século V que lutou contra ensinamentos heréticos, especialmente os de Nestório e Êutiques durante a controvérsia nestoriana. Ele era bispo da cidade de Dorileia, que está localizada na Frígia (atualmente a Turquia).

## Primeiros anos
Nada se sabe sobre Eusébio antes de sua oposição à Nestório na metade da década de 420 Ele foi descrito como sendo um advogado leigo (não clérigo) envolvido com a lei ou as cortes em Constantinopla. Em algumas referências ele é descrito também como um retórico.

## Oposição a Nestório e Anastácio
No final da década de 420, o recém-apontado Patriarca de Constantinopla, Nestório, e um presbítero chamado Anastácio (ambos de Antioquia) estavam pregando sobre a palavra grega teótoco ("mãe de Deus"), que estava sendo utilizada para se referir a Maria. Eles imploravam ao povo afirmando que Maria não deveria ser idolatrada ou referida como tal. Ao invés disso, eles explicaram que ela deveria ser chamada de cristótoco ("mãe de Cristo"), um sintoma de uma crença mais ampla de que Cristo teria nascido um homem e que Deus estaria apenas "habitando" dentro ou sobre ele. Estes ensinamentos rapidamente chamaram a atenção da Igreja, que não aprovava uma mudança desta magnitude na terminologia utilizada para se referir a Maria, e também da população em geral.
Durante um sermão proferido por Nestório sobre o assunto em 428 ou 429, Eusébio publicamente afirmou que "o Verbo eterno se submeteu a um segundo nascimento", conseguindo de seus ouvintes presentes uma rodada de aplausos de aprovação. Logo em seguida, uma carta circulou em Constantinopla ligando os ensinamentos de Nestório com os de Paulo de Samósata, uma figura herética do século anterior que também tinha negado - ou disputado - a natureza divina de Cristo. Esta carta foi chamada de Contestação e é geralmente atribuída a Eusébio de Dorileia. É provável que ele tenha se tornado um padre logo após este incidente.

## Primeiro concílio de Éfeso (431)
Logo após a oposição pública a Nestório por Eusébio, chegou uma convocação para um concílio ecumênico a ser realizado em Éfeso para resolver o problema destes ensinamentos e que terminou com a deposição de Nestório. Nesta época, um presbítero em Constantinopla chamado Êutiques era um aliado de Eusébio contra o Patriarca deposto, mas não é claro se ele teve qualquer papel principal nos procedimentos do concílio além de participara da acusação, comandada por Cirilo de Alexandria. De qualquer maneira, Eusébio deve ter ganho algum crédito por sua Contestação e sua oposição aberta à Nestório, pois ele foi apontado como bispo de Dorileia em algum momento entre 431 e 448

## Acusação de Êutiques
Em 448, Êutiques já tinha se posicionado para enfrentar a ortodoxia doutrinária ao desposar o ponto de vista que Cristo era feito de um corpo divino e, portanto, não era inteiramente humano, negando assim a sua natureza humana. Esta visão, embora oposta à de Nestório, era igualmente heterodoxa.
A crescente animosidade entre Êutiques e o resto do clero levou a um sínodo convocado pelo arcebispo de Constantinopla Flaviano (que tinha sucedido a Proclo em 446) e que, por azar, estava em conflito com Crisáfio, um poderoso ministro imperial e afilhado de Êutiques, e com o imperador bizantino Teodósio II. Este sínodo, chamado de Concílio de Constantinopla ou, por vezes, de Sínodo Capital, foi presidido por Flaviano na capital imperial.
Durante o sínodo, Eusébio de Dorileia entregou a Flaviano uma carta, onde detalhava queixas contra Êutiques e dava conhecimento da sua pretensão de atestar contra ele pessoalmente. Eusébio relata que ele alertou Êutiques por diversas vezes, em privado, mas que nunca lhe deram ouvidos. Flaviano pediu para que Êutiques fosse trazido ao concílio, a fim de se defender das acusações, mas este recusou-se, jurando permanecer no mosteiro, como "se estivesse num túmulo". Eusébio continuou a insistir, dizendo que havia testemunhas suficientes no sínodo para confirmar as suas acusações e condenar Êutiques, mas Flaviano relutou e, por repetidas vezes, enviou emissários até ao acusado, pedindo-lhe para que se arrependesse e pedisse perdão. O Patriarca terá comentado com Eusébio, logo após uma sessão particular: "Sabes o zelo do acusador; o próprio fogo parece esfriá-lo em comparação com o seu puro zelo pela religião. Deus sabe! Eu procurei fazê-lo desistir; porém, como ele persistiu, o que poderia eu fazer?".
Quando Êutiques finalmente apareceu perante o concílio, recusou-se a abjurar as suas convicções, tendo sido, consequentemente, deposto como herético.

## O Latrocínio de Éfeso (449)
No ano seguinte à condenação de Êutiques em Constantinopla por Flaviano, um concílio foi convocado por Teodósio II, provocado por uma apelação feita ao imperador por Êutiques e endereçada por Crisáfio, para limpar o seu nome, restaurar o seu título e punir os seus acusadores. Este concílio terminaria conhecido como "Latrocínio de Éfeso" (ou "Concílio de Ladrões") por causa da carta que o Papa Leão I enviou a Pulquéria sobre os eventos que ali transcorreram.
O Patriarca de Alexandria, Dióscoro, foi apontado como presidente do concílio, que também se realizou em Éfeso. Flaviano foi o principal defensor ali e acabou sendo visto como o responsável pela deposição de Êutiques, mas Eusébio também foi chamado. Durante o concílio, Dióscoro dominou os procedimentos, impedindo que a longa carta de Leão I (hoje conhecida como "Tomo de Leão") sobre a natureza de Cristo fosse lida, e nem permitindo que Eusébio falasse em defesa própria. Ele forçou os bispos, sob ameaça de violência, a adotar o credo ali decidido e a depor Flaviano e Eusébio, o que eles fizeram. Flaviano foi surrado no tumulto que se seguiu e acabou morrendo logo em seguida, enquanto que Eusébio encontrou santuário com Leão através de uma carta de apelo.

## Concílio de Calcedónia (451)
Os eventos de 449 causaram enorme resistência, não menos em Pulquéria, a irmã de Teodósio II. Quando o imperador morreu, Marciano o sucedeu e convocou o Concílio de Calcedónia em 451 para resolver as injustiças do "concílio de ladrões". Dióscoro foi deposto, Êutiques foi novamente condenado e Eusébio foi reconduzido à sua sé episcopal. O nome de Flaviano terminou limpo após a anulação de todos os decretos do segundo concílio em Éfeso. Eusébio foi quem conduziu a petição contra Dióscoro e aparece nos autos falando ao concílio: "…eu fui injustiçado por Dióscoro; a fé foi injustiçada; o bispo Flaviano foi assassinado. Ele, assim como eu, foi injustamente deposto por Dióscoro.".
O mais importante resultado da disputa foi uma afirmação de fé conhecida como credo de Calcedônia, que Eusébio de Dorileia ajudou a criar.
Após o Concílio de Calcedónia, nada mais sabemos sobre Eusébio de Dorileia.